# Спасская, Софья Гитмановна
Со́фья Ги́тмановна Спа́сская (в девичестве Каплу́н; 9 мая (по другим источникам 5 сентября) 1901, Санкт-Петербург — 1962, Ленинград) — художник трёхмерного пространства, скульптор. Член Вольной философской ассоциации (Вольфила). Исповедовала анархистские и антропософские взгляды.

## Биография
С. Г. Спасская жила и работала в Ленинграде, в квартире № 34 на Мойке, 11. В квартире, где она жила с матерью и братом, бывало много писателей, поэтов и людей искусства. Это был последний дом, в котором был в гостях Николай Гумилёв за день до своего ареста. Училась С. Г. Спасская во Всероссийской академии художеств на скульптурном факультете. Дипломная работа — «Двухфигурная композиция». Посещала занятия и лекции Андрея Белого в Вольной философской ассоциации, была его другом и конфидентом. Михаил Кузмин пишет о ней в дневнике как о «фарфоровой ведьме», над постелью которой висит знак розенкрейцеров.

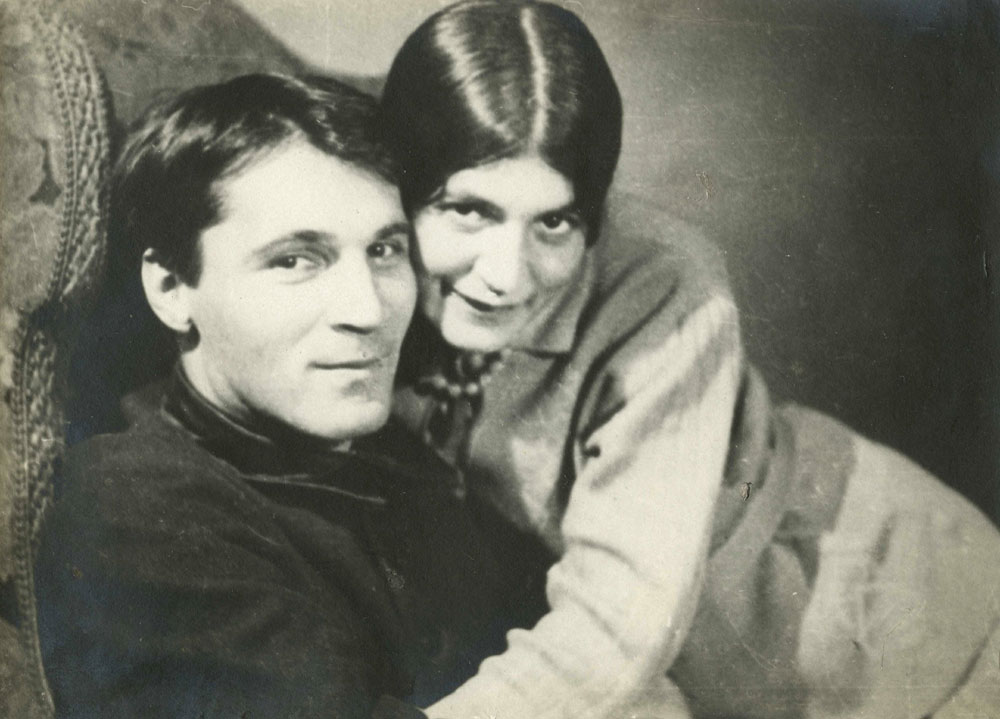
Супруги Спасские. Начало 1930-х годов

В 1920-х вышла замуж за писателя С. Д. Спасского. В 1933 году родилась дочь Вероника. В 1937 или 1938 году С. Г. Спасская была арестована по статье 58-8 (террор). На допросах перечисляла собрания и лекции, на которых молодой девушкой бывала в революционные годы, в том числе и клуб террористов. Также о собраниях в этом клубе её расспрашивал и писатель Алексей Толстой и описал их с её слов в романе «Хождение по мукам». Затем много лет находилась в заключении и ссылке. Муж, не дождавшись её возвращения, жил одной семьёй с её сестрой — Кларой Гитмановной Каплун, певицей и художественным редактором одного из ленинградских издательств, которая сразу после ареста Спасской взяла к себе на воспитание её дочь. После освобождения уже после войны С. Г. Спасская героически вывезла из Баима лежачую больную, политкаторжанку Варвару Яковлевну Рейфшнейдер — умирать к родным. Взяла с собой безденежную и больную Бетти Эльберфельд. Так как в Ленинграде Спасской жить не разрешалось, она жила в Луге. В декабре 1948 года была снова арестована и отправлена в один из районов Красноярского края. Очень болела. Тяжело переносила условия ссылки. После смерти Сталина вернулась в Ленинград (1954).
В судьбе Спасской принял участие Союз художников: помогли найти комнату, снять ателье, снабдили многими скульптурными заказами. Дали возможность отдыхать в Домах творчества. Благодаря напряжённому труду и выполнению скульптурных заказов Софья Гитмановна Спасская сделала себе хорошую пенсию и очень скоро после этого, в 1962 году, умерла.

## Семья
- Муж — поэт и прозаик Сергей Дмитриевич Спасский.
  - Дочь — филолог-испанист Вероника Сергеевна Спасская.
- Брат — работник Петросовета Борис Гитманович Каплун (его жена — балерина Ольга Спесивцева).
- Дядя — председатель Петроградской ЧК Моисей Соломонович Урицкий[8].